# Sidewinders de Tucson
Les Sidewinders de Tucson (en anglais : Tucson Sidewinders) sont une ancienne équipe de ligue mineure de baseball basée à Tucson (Arizona). Affiliés depuis 1998 à la formation de MLB des Diamondbacks de l'Arizona, les Sidewinders jouent au niveau Triple-A en Pacific Coast League. Fondée en 1969 sous le nom de Toros de Tucson, la formation adopte son nom actuel et évolue depuis 1998 au Tucson Electric Park (11 500 places). Elle cesse ses activités après la saison 2008.

## Histoire
La première version des Toros de Tucson est transférée à Fresno (Californie) en 1997 et est rebaptisée Grizzlies de Fresno. À cette même date, les Firebirds de Phoenix sont transférés de Phoenix (Arizona) à Tucson en raison de la création de la franchise MLB des Diamondbacks de l'Arizona à Phoenix. Nommée Toros de Tucson durant la saison 1997, le club adopte le nom de Sidewinders de Tucson en 1998. Il s'agissait en 1997 plus d'un échange de franchise que de transfert. Le propriétaire et l'ensemble du staff des Toros restent en effet à Tucson et les Sidewinders revendiquent aujourd'hui le passé des Toros.

## Palmarès
- Champion de la Pacific Coast League (AAA) : 1991, 1993 et 2006.